# Karel van Mander den yngste

Karel van Mander den yngste med sin familj.

Karel van Mander den yngste, född omkring 1610 i Delft, död 1670 i Köpenhamn, var en nederländsk historie- och porträttmålare, son till Karel van Mander den yngre.
van Mander åtföljde som barn modern, då hon efter mannens död begav sig till Köpenhamn för att indriva sina innestående fordringar för av mannen levererade tapeter. Sannolikt sändes den unge Karel av Kristian IV till Holland för att där utbilda sig till målare (år 1635 målade han där skalden Vondels porträtt), och han studerade senare med offentligt understöd i Italien. Hemkommen till Köpenhamn, där modern bosatt sig, blev han hovmålare, fick många beställningar, i synnerhet på porträtt, exempelvis av Kristian IV, många förträffliga, duktigt utförda bilder, som ger en god föreställning om den folkkäre monarkens storslagna personlighet, av Danmarks dåtida ädlingar, lärde och krigare, och så vidre. Dessa porträtt utmärks av solida egenskaper, men många av dem förväxlas sannolikt ännu med hans begåvade svågers, Abraham Wuchters arbeten. Mindre lyckad var han som historiemålare. Hans konstutövning inbragte honom emellertid förmögenhet, och han köpte sig vid Østergade en fastighet, där han höll gästgiveri för förnäma resande. van Mander var liksom farfadern författare, men inskränkte sig till att på vers och prosa sjunga tobakens lov. 